# Isidro Roselló
Isidro Roselló Vilella o Isidre Roselló i Vilella (1880-23 de marzo de 1939) fue un compositor de zarzuelas y canciones español.
Compuso las partituras de alrededor de cuarenta obras de teatro musical (tanto con libretos escritos en castellano como en catalán). Gran parte de su producción lírica fueron revistas estrenadas durante las décadas de los años 20 y 30 del siglo pasado en el Paralelo barcelonés. Escribió algunas obras en colaboración con otros compositores como Rafael Martínez Valls, Fernando Obradors o Felipe Caparrós.
También fue maestro director y concertador. Por ejemplo, el año 1926, con motivo del XX Congreso Internacional de Tranvías, de Ferrocarriles de interés local y de Transportes públicos automóviles dirigió en el Gran Teatro del Liceo de Barcelona Maruxa y La Dolores de Amadeo Vives y Tomás Bretón respectivamente.

## Composiciones teatrales (selección)
- De Colón a Canaletas (partitura en colaboración con F. de A. Font)
- Abajo el telón o ¡Té, l'últim que em queda! (partitura en colaboración con F. de A. Font)
- El debut de Consuelillo
- Pim-pam-pum o También los del Paralelo quieren tener su revue (música en colaboración con Fernando Obradors)
- Las mujeres de todos
- El café Novedades o La de las perlas, estrenada en el Teatro del Duque de Sevilla el 9 de noviembre de 1922[5]
- No hi ha res com Barcelona!
- La lepra
- Fiat-lux (partitura en colaboración con Felipe Caparrós)
- Vuala Revue!
- Cleopatra
- Venus genitrix
- Todo a cero sesenta y cinco
- Una mujer y un cantar (partitura en colaboración con Rafael Martínez Valls)
- Tots al front o Els almogàvers d'avui
- El enemigo
- Fray Jerónimo (partitura en colaboración con Rafael Martínez Valls), estrenada en el Teatro Nuevo de Barcelona, el 16 de febrero de 1935